# Deep Purple/ELP/Dream Theater Tour
Deep Purple/ELP/Dream Theater Tour è stata una tournée del gruppo progressive metal, Dream Theater accompagnata anche dai Deep Purple e gli ELP.
Il tour prevedeva una singola tappa nord americana comprendente 18 concerti dei quali il primo si è tenuto a Hampton Beach il 4 agosto 1998 e l'ultimo, invece, a Los Angeles il 30 agosto dello stesso anno.

## Tipica scaletta
- A Clockwork Orange (intro tape)
- New Millennium
- 6:00
- Peruvian Skies
- Pull Me Under
- Hollow Years
- Metropolis part 1

## Date e tappe
| Data                | Città               | Paese               | Località                              | Note                |
| Tappa: Nord America | Tappa: Nord America | Tappa: Nord America | Tappa: Nord America                   | Tappa: Nord America |
| ------------------- | ------------------- | ------------------- | ------------------------------------- | ------------------- |
| 4 agosto 1998       | Hampton Beach       | Stati Uniti         | Hampton Beach Casino Ballroom         | [ 2 ]               |
| 6 agosto 1998       | Holmdel             | Stati Uniti         | PNC Bank Arts Center                  | [ 2 ]               |
| 7 agosto 1998       | Hartford            | Stati Uniti         | Meadow Music Theater                  | [ 2 ]               |
| 8 agosto 1998       | Mansfield           | Stati Uniti         | Great Woods                           | [ 2 ]               |
| 9 agosto 1998       | Wantagh             | Stati Uniti         | Jones Beach                           | [ 2 ]               |
| 11 agosto 1998      | Wilkes-Barre        | Stati Uniti         | Harvey's Lake                         | [ 2 ]               |
| 12 agosto 1998      | Camden              | Stati Uniti         | Harveys Lake, Pennsylvania cancellato | [ 2 ]               |
| 13 agosto 1998      | Wallingford         | Stati Uniti         | Oakdale Theatre                       | [ 2 ]               |
| 14 agosto 1998      | Canandaigua         | Stati Uniti         | Finger Lakes PAC                      | [ 2 ]               |
| 15 agosto 1998      | Clarkston           | Stati Uniti         | Pine Knob Music Theatre               | [ 2 ]               |
| 17 agosto 1998      | Québec              | Canada              | Agora du Vieux Port                   | [ 2 ]               |
| 19 agosto 1998      | Toronto             | Canada              | Molson Amphitheater                   | [ 2 ]               |
| 21 agosto 1998      | Cuyahoga Falls      | United States       | Blossom Music Center                  | [ 2 ]               |
| 22 agosto 1998      | Tinley Park         | United States       | New World Music Theatre               | [ 2 ]               |
| 23 agosto 1998      | Hinckley            | United States       | Grand Casino Amphitheater             | [ 2 ]               |
| 24 agosto 1998      | Milwaukee           | United States       | Marcus Amphitheater                   | [ 2 ]               |
| 26 agosto 1998      | Greenwood Village   | United States       | Fiddler's Green Amphitheatre          | [ 2 ]               |
| 28 agosto 1998      | San Francisco       | United States       | Warfield Theatre                      | [ 2 ]               |
| 30 agosto 1998      | Los Angeles         | United States       | Universal Amphitheater                | [ 2 ]               |

## Formazione

### Dream Theater
- James LaBrie – voce principale
- John Petrucci – chitarra, cori
- Mike Portnoy – batteria, cori
- John Myung – basso
- Derek Sherinian – tastiere

### Deep Purple
- Ian Paice – batteria, percussioni
- Ian Gillan – voce , armonica a bocca, percussioni
- Roger Glover – basso
- Steve Morse – chitarra
- Jon Lord – organo, tastiere, cori

### ELP
- Keith Emerson – tastiere
- Greg Lake – basso, voce
- Carl Palmer – batteria